# Strage di Matera
La strage di Matera, detta anche strage della milizia, fu un eccidio avvenuto in Italia durante la seconda guerra mondiale in cui morirono 15 persone, quattro delle quali ignote, compiuto durante l'insurrezione della città avvenuta il 21 settembre 1943; nel corso dell'insurrezione di quella giornata persero la vita altri 11 cittadini. Matera fu la prima città del Mezzogiorno a insorgere contro il nazifascismo.

## Il contesto
Dopo il proclama Badoglio dell'8 settembre 1943 che annunciava l'entrata in vigore dell'armistizio di Cassibile, i fascisti abbandonarono il Palazzo della Milizia Volontaria per la Sicurezza Nazionale che fu temporaneamente occupato dai soldati tedeschi appartenenti al Primo Battaglione della Prima Divisione Paracadutisti e capeggiati dal maggiore Wolf Werner Graf von der Schulenburg, che in un rapporto redatto dal capitano inglese R.L. Stayer per conto del War Crime Group di Padova, verrà inserito in un elenco di nazisti da "rintracciare e catturare" in quanto responsabile della strage di Matera e dell'eccidio di Pietransieri, un'altra strage compiuta dall'esercito tedesco il 21 novembre 1943 nel comune di Roccaraso.

## Lo svolgimento
Con il passare dei giorni la situazione si fece sempre più tesa e cominciarono i rastrellamenti e gli arresti di civili e militari rinchiusi dai tedeschi nel Palazzo della Milizia, tra cui Natale Farina e Pietro Tataranni, due soldati materani di ritorno dal fronte arrestati nel primo pomeriggio del 21 settembre.
Immediatamente prima di abbandonare la città i nazisti fecero saltare in aria il Palazzo della Milizia, ormai divenuto una prigione, con al suo interno sedici persone: i civili Francesco Farina, intervenuto per chiedere la liberazione del figlio Natale e che invece fu imprigionato insieme a quest'ultimo, l'altro soldato materano di ritorno dal fronte Pietro Tataranni imprigionato poche ore prima insieme a Farina, il sedicenne Vincenzo Luisi catturato dai tedeschi davanti alla prefettura, quattro uomini di Martina Franca catturati dai tedeschi mentre si recavano a Matera per una causa in tribunale ed accusati di essere spie degli inglesi, e otto militari imprigionati nei giorni precedenti e accusati di diserzione e tradimento.
Nell'esplosione morirono quindici persone, cioè tutti coloro che si trovavano all'interno dell'edificio eccetto un soldato di nome Giuseppe Calderaro, classe 1922, nativo di San Donato, paesino della Provincia di Lecce, estratto dalle macerie il giorno seguente dai Vigili del Fuoco, gravemente ustionato ma ancora vivo. Proprio Calderaro nella sua deposizione affermerà con certezza che all'interno dell'edificio si trovavano in tutto sedici persone, sebbene i cadaveri ritrovati furono tredici, di cui dieci identificati e gli altri classificati come sconosciuti, tra i quali probabilmente vi era un bersagliere.
Un elemento inquietante a sostegno della testimonianza dell'unico sopravvissuto è che al cimitero di Matera, oltre alle bare contenenti i cadaveri, furono consegnate altre due casse contenenti resti umani ma non fu mai chiarito se essi appartenessero ad altre persone o erano parti dei corpi recuperati tra le macerie.
Documenti dell'eccidio sono stati celati nell'armadio della vergogna.

## Monumenti

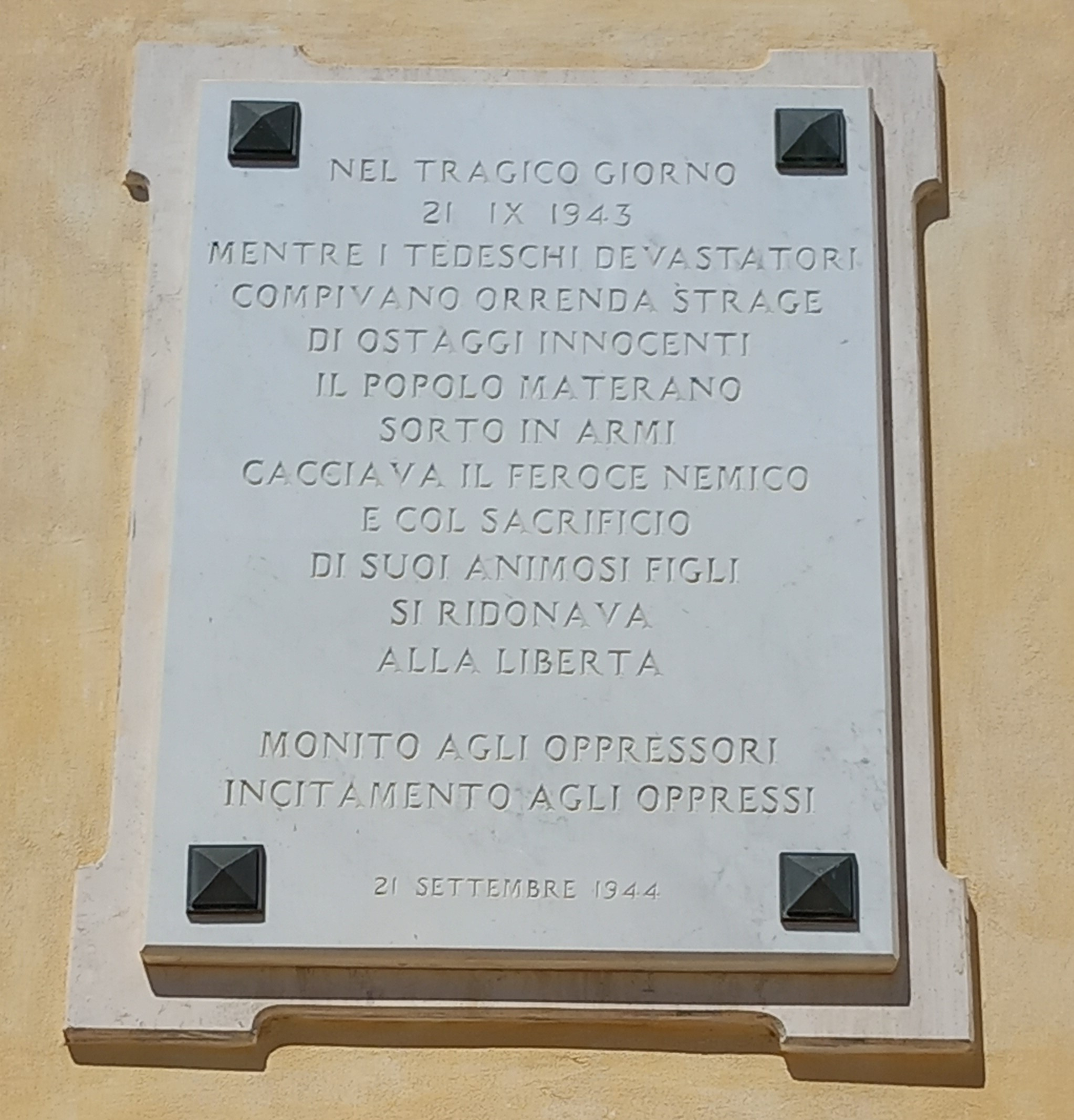
Lapide a memoria della strage

A ricordo della strage, in città è stato eretto un cippo in marmo nei pressi del palazzo della Milizia, sul quale sono riportati i nomi delle vittime.
Strade di Matera portano il nome delle vittime dell'eccidio.
Anche lo stadio di calcio cittadino prende il nome di XXI Settembre, data della strage.

## Onorificenze

### Medaglia d'oro al valor civile
Il 19 agosto 2016 è stata conferita alla città la Medaglia d'oro al valor civile, consegnata dal Presidente della Repubblica Sergio Mattarella durante una cerimonia svoltasi al Quirinale il 17 novembre 2016.

### Medaglia d'argento al valor militare
Il 21 settembre 1966 fu conferita alla città di Matera la Medaglia d'argento al valor militare dal Ministro della Difesa Roberto Tremelloni; l'onorificenza fu consegnata tre anni dopo dal suo successore Luigi Gui, il quale decorò della medaglia il gonfalone della città e scoprì una lapide con l'iscrizione: